# DaVinci Resolve
 (novembre 2020).
Chronologie des versions
18.6.2
DaVinci Resolve est un logiciel de montage vidéo non linéaire, de mixage audio, de composition et d'étalonnage développé par la société Blackmagic Design et auparavant par Da Vinci System, disponible sous Windows, MacOS et Linux.
Davinci Resolve est un logiciel de correction colorimétrique et de post-production, d'effets visuels et d'animation.

## Histoire
DaVinci System proposait DaVinci Resolve comme un outil uniquement d'étalonnage numérique, adressé aux studios de post-production et aux côtés d'autres solutions de correction colorimétrique tel que DaVinci Classic, DaVinci Renaissance ou DaVinci 2K. Ces logiciels étaient intégrés dans des contrôleurs matériel dédiés.
En 2009, DaVinci Resolve est rachetée par la firme fondée par Grant Petty en 2002, Blackmagic Design. Dès avril 2010, au salon NABShow de Las Vegas, DaVinci Resolve est annoncé dissociée des contrôleurs matériel pour devenir indépendant et téléchargeable sur le web. Le prix de la version indépendante à cette époque disponible uniquement sous Mac OS X est de 995$, venant concurrencer le logiciel Color d'Apple Inc[source secondaire souhaitée].

## Logiciels concurrents
- Adobe Premiere Pro
- Vegas Pro
- Final Cut Pro
- Avid Media Composer
- Cinelerra-GG Infinity (Linux)
- Natron concurrent libre de Fusion pour les compositing 3D et VFX
- Adobe After Effects
- Shotcut